# Еддівілл (Айова)
Еддівілл (англ. Eddyville) — місто (англ. city) в США, в округах Вапелло, Махаска і Монро штату Айова. Населення — 970 осіб (2020).

## Географія
Еддівілл розташований за координатами 41°9′33″ пн. ш. 92°37′47″ зх. д. / 41.15917° пн. ш. 92.62972° зх. д. (41.159205, -92.629789).  За даними Бюро перепису населення США в 2010 році місто мало площу 3,06 км², уся площа — суходіл.

## Демографія
Згідно з переписом 2010 року, у місті мешкали 1024 особи в 409 домогосподарствах у складі 278 родин. Густота населення становила 335 осіб/км².  Було 449 помешкань (147/км²).
Расовий склад населення:
| - 96,5 % — білих - 0,1 % — корінних американців - 0,1 % — чорних або афроамериканців - 0,1 % — азіатів - 1,6 % — осіб інших рас |

До двох чи більше рас належало 1,7 %. Частка іспаномовних становила 2,4 % від усіх жителів.
За віковим діапазоном населення розподілялося таким чином: 27,7 % — особи молодші 18 років, 58,7 % — особи у віці 18—64 років, 13,6 % — особи у віці 65 років та старші. Медіана віку мешканця становила 38,4 року. На 100 осіб жіночої статі у місті припадало 92,8 чоловіків;  на 100 жінок у віці від 18 років та старших — 89,7 чоловіків також старших 18 років.
Середній дохід на одне домашнє господарство  становив 53 347 доларів США (медіана — 46 518), а середній дохід на одну сім'ю — 62 426 доларів (медіана — 55 833). За межею бідності перебувало 15,2 % осіб, у тому числі 22,0 % дітей у віці до 18 років та 19,7 % осіб у віці 65 років та старших.
Цивільне працевлаштоване населення становило 585 осіб. Основні галузі зайнятості: виробництво — 25,8 %, освіта, охорона здоров'я та соціальна допомога — 21,2 %, роздрібна торгівля — 9,6 %, мистецтво, розваги та відпочинок — 8,9 %.